# Stazione di Kentish Town
La stazione di Kentish Town è stazione ferroviaria situata lungo la ferrovia Londra-Leeds, posta a servizio dell'area di Kentish Town, nel borgo londinese di Camden.

## Storia
La stazione di Kentish Town fu aperta nel 1868 dalla Midland Railway (nel prosieguo di voce abbreviata in MR) in concomitanza all'estensione del collegamento al nuovo (per quell'epoca) terminal di Saint Pancras. Fino a quel momento, i treni della MR avevano utilizzato le linee della London and North Western Railway verso Euston o della Great Northern Railway verso King's Cross.
Fino alla costruzione di St. Pancras, ed anche per qualche tempo dopo, alcuni treni procedevano per Moorgate Street, previa sostituzione a Kentish Town della locomotiva con una equipaggiata con apparato a condensa. Per diversi anni, i treni quotidiani avrebbero fatto il percorso da Kentish Town alla stazione di Victoria sulla South Eastern and Chatham Railway. La più lunga tratta ininterrotta fino al 1868 fu percorsa quell'anno da stazione di Leicester — 97½ miglia in due ore e quattordici minuti.
A nord della stazione era ubicato il secondo maggior centro di manutenzione di materiale rotabile nei Midlands. Nel 1861 avvenne un disastro ferroviario in un binario secondario (per la ricomposizione dei convogli) in prossimità della stazione, causando 16 morti e 317 feriti.
Per un breve periodo (1878 - 1880) la MR effettuò il servizio Super Outer Circle attraverso la stazione in esame da St. Pancras alla stazione metropolitana di Earl's Court attraverso le piste che conducevano a Cricklewood, South Acton e Hammersmith. La stazione della linea principale fu ricostruita nel 1983 e nulla è sopravvissuto delle costruzioni originali.
Dopo la chiusura (avvenuta in marzo 2009) dei binari sulla riva di Blackfriars, la Southeastern ha esteso i suoi servizi, già terminanti a Blackfriars, rispettivamente a Kentish Town (fuori dagli orari di punta), o St Albans, Luton o Bedford (orari di punta).
I treni che fanno servizio a sud di Blackfriars sono serviti da equipaggi della Southeastern, mentre quelli diretti a nord sono serviti da personale di First Capital Connect.

## Impianti e strutture
La stazione è percorsa da quattro binari principali in superficie. I convogli intercity della East Midland Trains che servono Leeds, Sheffield e Leicester attraversano, senza fermarsi, la stazione di Kentish Town.
La stazione si trova nella Travelcard Zone 2.

## Movimento
L'impianto è servito da treni locali della rete Thameslink, erogati da Govia Thameslink Railway.

## Interscambi
La fermata costituisce interscambio con l'omonima fermata della linea Northern della metropolitana.

È permesso, inoltre, l'interscambio con la stazione di Kentish Town West della London Overground, sulla North London Line.
Nelle vicinanze della stazione effettuano fermata alcune linee urbane automobilistiche, gestite da London Buses.
- Fermata metropolitana (Kentish Town, linea Northern)
- Stazione ferroviaria (Kentish Town West, London Overground)
- Fermata autobus

## Cultura di massa
Nell'episodio Rumpole's Return della serie televisiva del 1980 Rumpole of the Bailey, la stazione di Kentish Town è l'ambientazione di una scena in cui un personaggio è accoltellato a morte.

## Galleria d'immagini

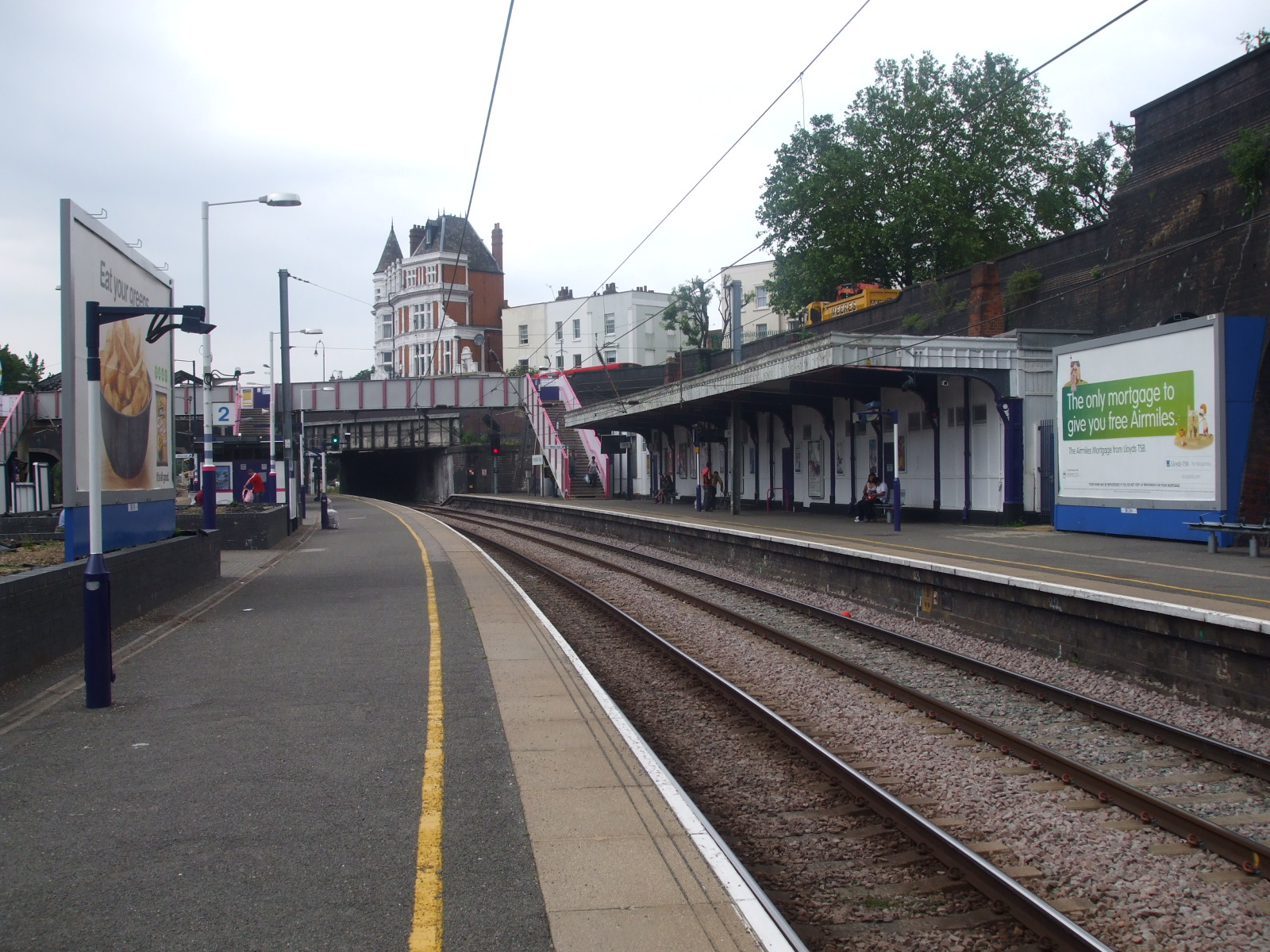
Il binario Thameslink (slow) guardando a nord
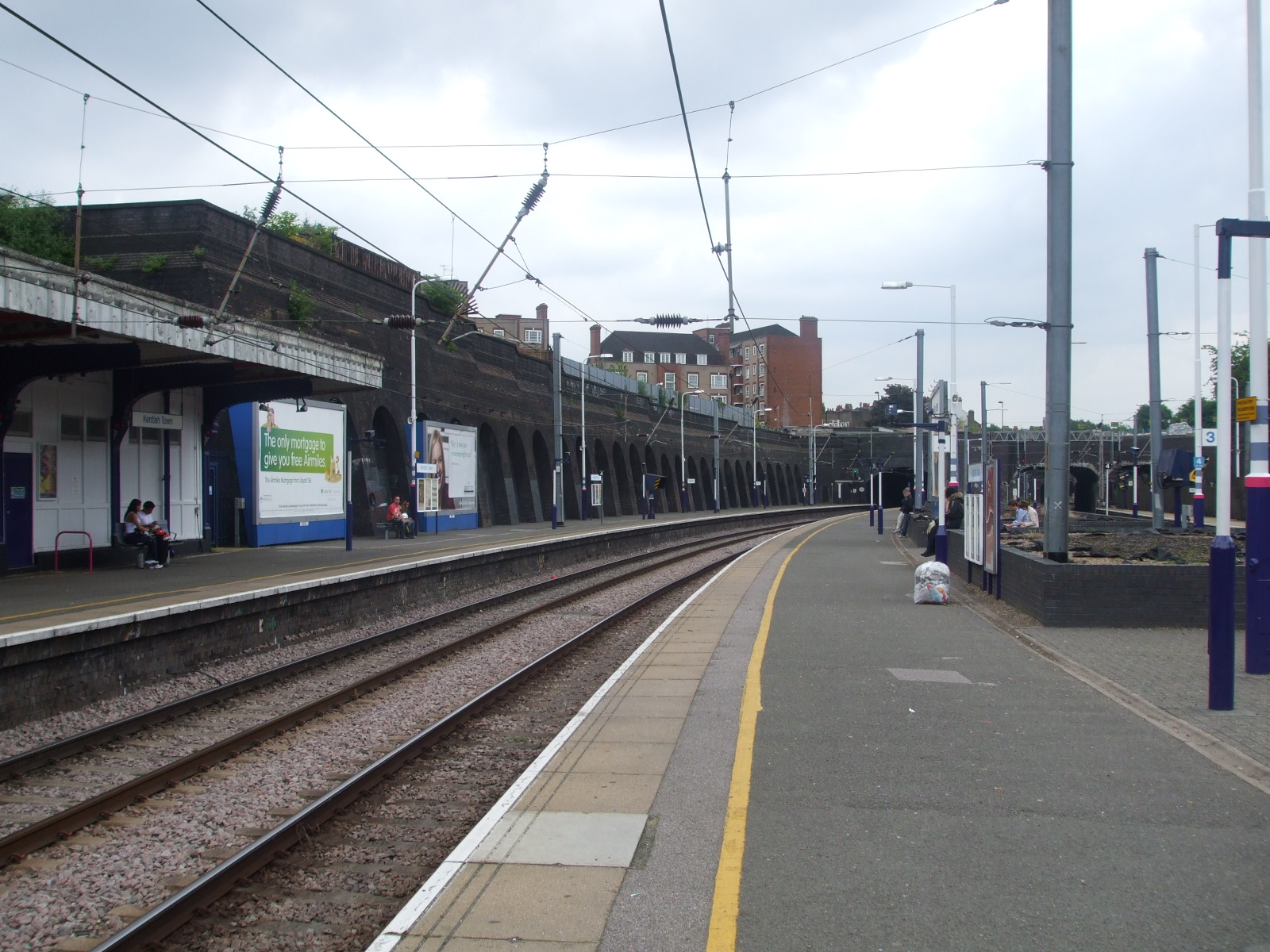
Il binario Thameslink (slow) guardando a sud
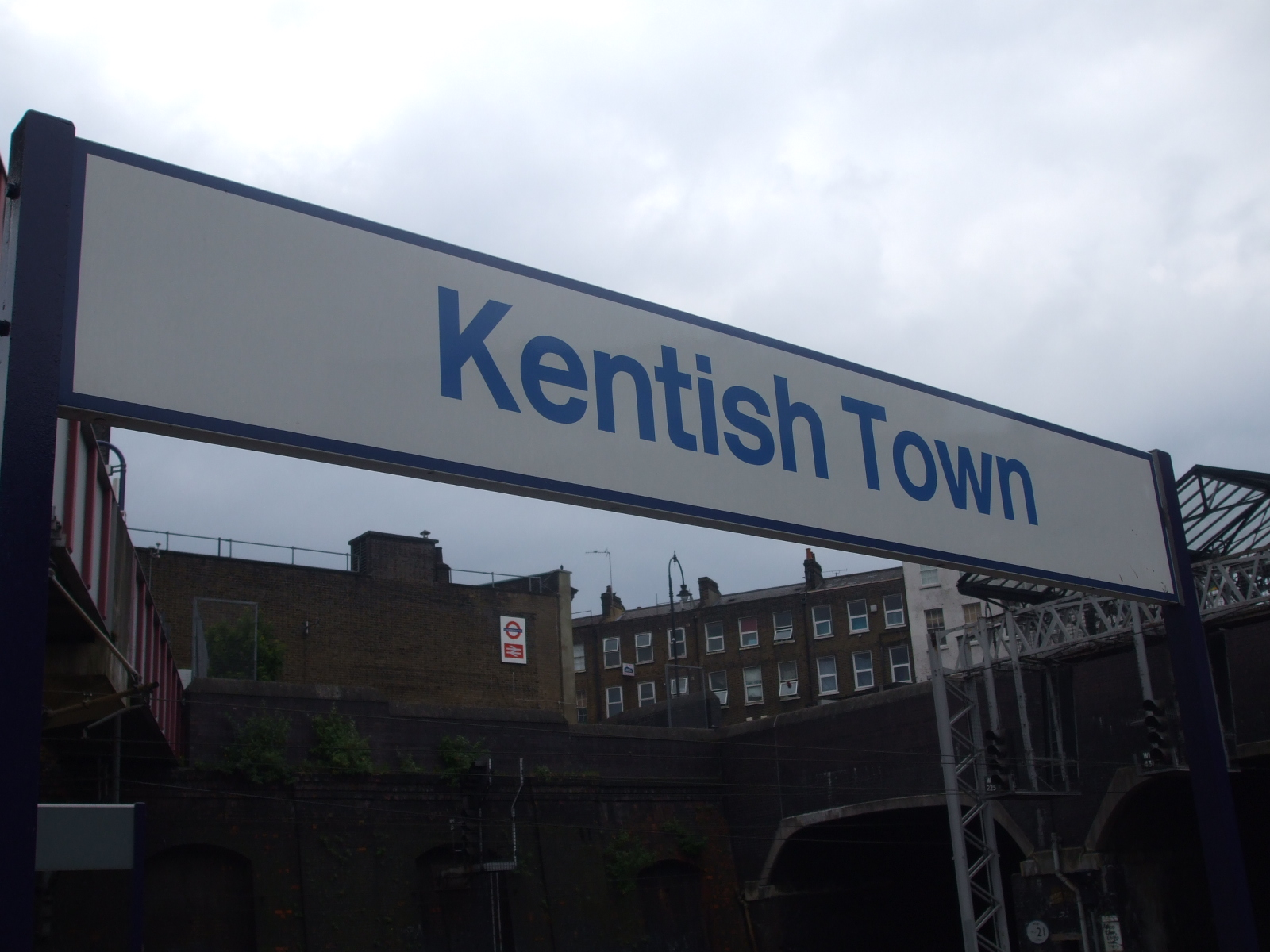
Tabella miliare sul binario Thameslink (slow) verso nord